# Hugo René Rodríguez
Hugo René Rodríguez Corona (Torreón, 14 de março de 1959) é um treinador e ex-futebolista mexicano que atuava como atacante.

## Carreira
Hugo René Rodríguez fez parte do elenco da Seleção Mexicana de Futebol, na Copa do Mundo de  1978. 